# 宜陵镇
宜陵镇，是中华人民共和国江苏省扬州市江都区下辖的一个乡镇级行政单位。

## 行政区划
宜陵镇下辖以下地区：
南陵社区、北陵社区、七里社区、双桥村、许桥村、五一村、白塔村、大陈村、西湖村、焦庄村、宜东村、小湖村、团结村、同兴村、朱套村和宜北村。